# ۴۳۲ (قمری)
۴۳۲ (قمری)، چهارصد و سی و دومین سال در گاهشماری هجری قمری است. اول محرم این سال برابر با هفدهم سپتامبر سال ۱۰۴۰ میلادی است.

## رویدادها
- ۱۳ ربیع‌الثانی - برکناری مسعود غزنوی توسط سپاهیانش در نزدیکی رود سند و به حکومت رسیدن برادرش محمد

## درگذشتگان
- ۱۱ جمادی‌الاول - سلطان مسعود غزنوی از سلاطین غزنوی
- منوچهری دامغانی، شاعر

## وابسته
- شیخ طوسی